# 178th Wing

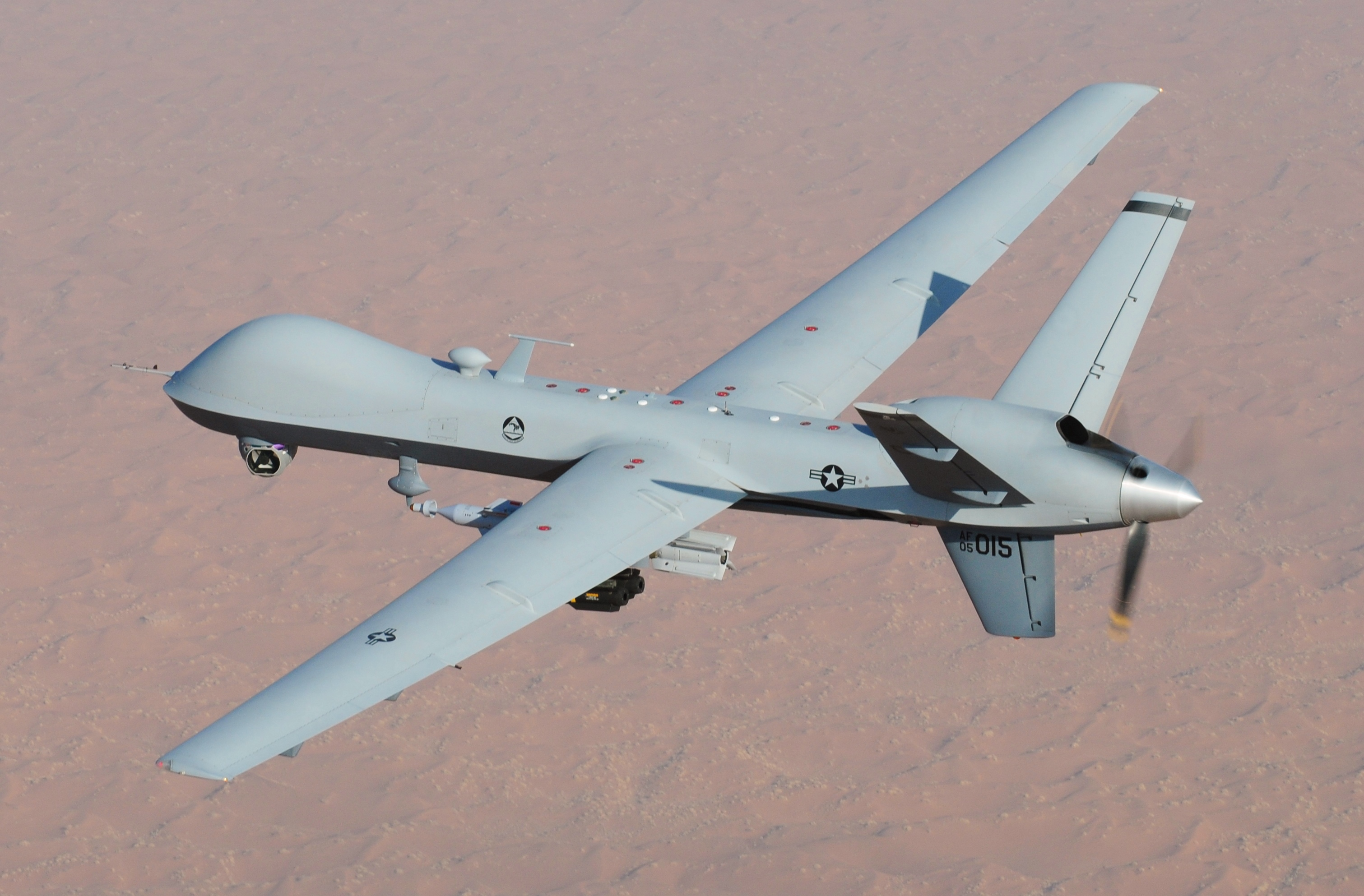
MQ-9 Reaper dello Stormo

Il 178th Wing è uno Stormo composito della Ohio Air National Guard. Riporta direttamente all'Air Combat Command quando attivato per il servizio federale. 
Il suo quartier generale è situato presso la Springfield-Beckley Municipal Airport, Ohio.

## Organizzazione
Attualmente, al settembre 2017, esso controlla:
- 178th Operations Group
  - 178th Operations Support Squadron
  -  162nd Attack Squadron - Equipaggiato con MQ-9 Reaper
- 178th Maintenance Group
- 178th Mission Support Group
  - Civil Engineer Squadron
  - Communications Flight
  - Force Support Squadron
  - Logistics Readiness Squadron
  - Security Forces Squadron
- 178th Medical Group
- 178th Intelligence Group
  - 124th Intelligence Squadron, (Cyber Intelligence, Surveillance and Reconnaissance)
  - 125th Intelligence Squadron, (GEOINT)
  - 126th Intelligence Squadron, (Space Intelligence, Surveillance and Reconnaissance)
  - 127th Intelligence Squadron, (TECHINT and FME)
- 251st Cyberspace Engineering Installation Group
- 123rd Air Control Squadron
- 269th Combat Communications Squadron